# Singoli al numero uno nella Billboard Hot 100 nel 2008

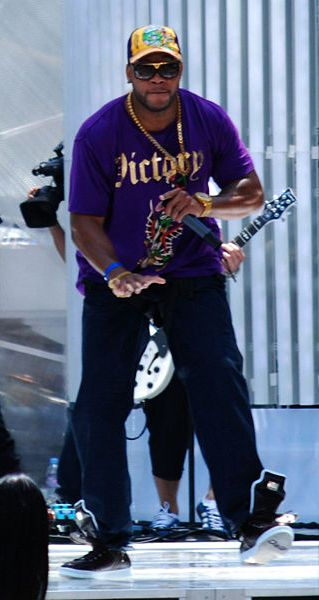
Low, del rapper Flo Rida, è la più lunga numero uno del 2008, nonché il singolo di maggior successo dell'anno.

Di seguito è proposta la lista dei singoli al numero uno nella Billboard Hot 100 nel 2008.

La Billboard Hot 100 è una classifica dei singoli più venduti negli Stati Uniti d'America redatta dal magazine Billboard e stilata sulla base dei dati di vendita calcolati non solo sugli album venduti "fisicamente", ma anche sulle vendite digitali e sui passaggi in radio.
Durante il 2008 sono stati 14 i singoli che hanno raggiunto la prima posizione della Billboard Hot 100.
Nell'anno ci sono stati 7 gli artisti che hanno ottenuto la prima numero uno negli Stati Uniti, ovvero Flo Rida, Leona Lewis, Lil Wayne, i Coldplay e Katy Perry, Young Jeezy e Static Major. Static Major è diventato il settimo artista a raggiungere la numero uno postuma, dopo la sua morte nel febbraio 2008. T.I. ha ottenuto la sua prima numero uno come artista principale con Whatever You Like. È stato l'artista che ha accumulato il maggior numero di settimane in vetta durante il 2008, 13,  grazie a Whatever You Like e Live Your Life, che sono rimasti in vetta rispettivamente per 7 e 6 settimane. Rihanna ha ottenuto tre numero uno differenti durante l'anno, una di queste grazie a Live Your Life di T.I. in cui ha collaborato, spendendo il maggior numero di settimane in vetta alla Hot 100 per una donna durante il 2008, con nove settimane totali.
Low, del rapper Flo Rida, è stata la prima numero uno dell'anno, nonché quella con la più lunga permanenza in vetta, con 10 settimane consecutive. Rappresenta la più lunga permanenza in prima posizione sin da Irreplaceable della cantante R&B americana Beyoncé, che aveva regnato per 10 settimane consecutive tra il 2006 e il 2007. Low è stata anche la canzone di maggior successo del 2008, raggiungendo la prima posizione della classifica di fine anno Billboard Year-End Hot 100. Altri singoli duraturi degni di nota sono stati I Kissed a Girl di Katy Perry, rimasta in vetta per 7 settimane consecutive, e Whatever You Like di T.I., che ha stanziato in prima posizione per 7 settimane non consecutive.
Tra gli altri risultati ottenuti durante l'anno, viene ricordata l'enorme scalata di posizioni di Womanizer di Britney Spears, che è passata dalla posizione 96 alla 1. Inoltre, la canzone è la seconda numero uno della Spears, ottenuta a 9 anni di distanza dalla prima. Mariah Carey ha ottenuto la sua 18ª numero uno della Hot 100 con Touch My Body, che le ha permesso di superare Elvis Presley e di diventare la seconda artista in generale con il maggior numero di singoli alla prima posizione della Hot 100, dietro solamente ai Beatles con 20 canzoni. Grazie a Bleeding Love, Leona Lewis è diventata la terza artista donna britannica a avere raggiunto la vetta della Hot 100 con un singolo di debutto. I Kissed a Girl è diventata la 1.000ª numero uno dell'era rock. Nonostante sia rimasta in vetta per 7 delle 13 settimane estive, i critici rimangono divisi sull'effettiva nomina di I Kissed a Girl come canzone dell'estate 2008.

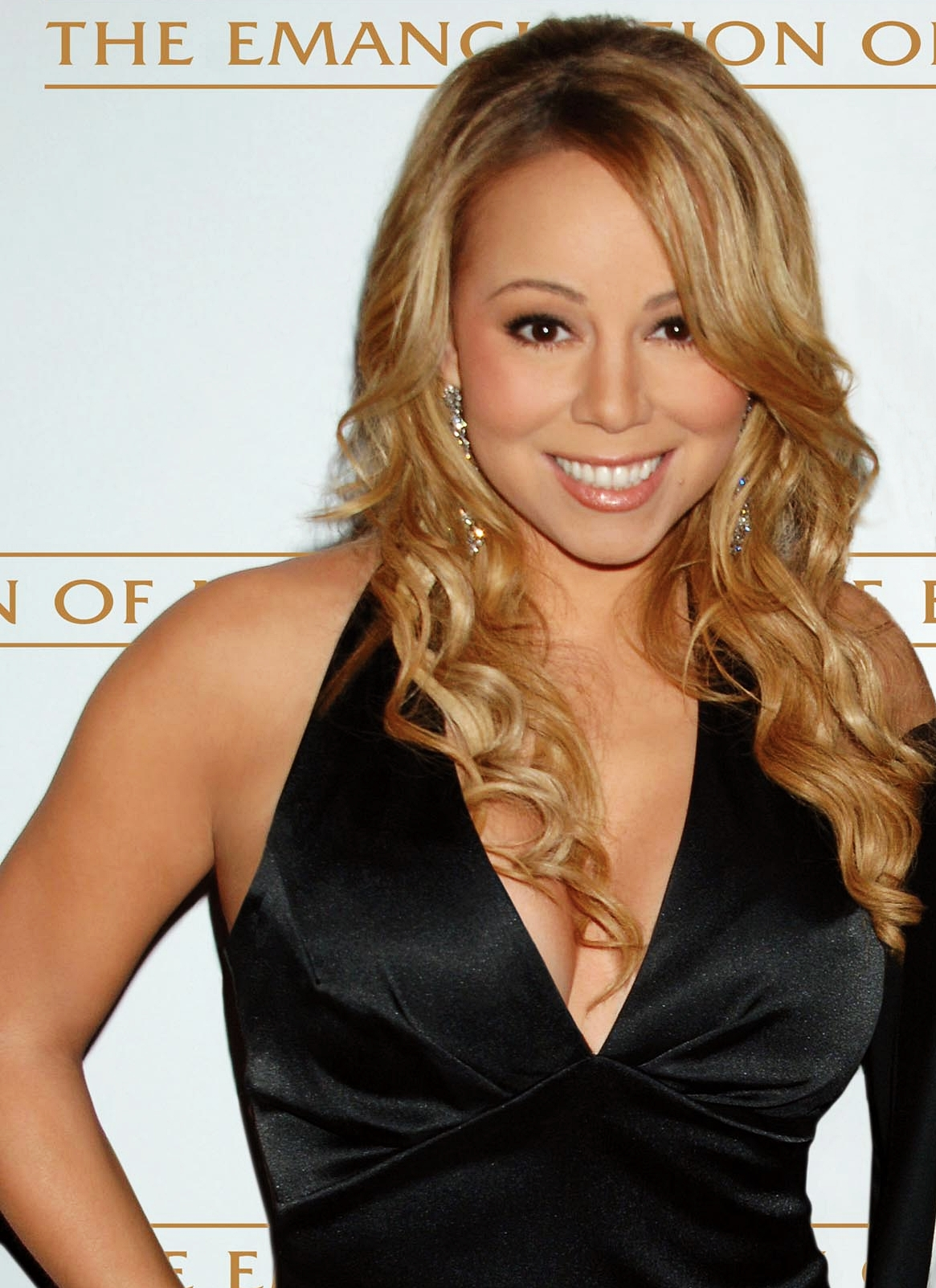
Grazie a Touch My Body, la cantante pop americana Mariah Carey ha ottenuto la sua 18ª numero uno della carriera, posizionandosi al secondo posto tra gli artisti con il maggior numero di singoli in prima posizione, dietro solo ai Beatles.

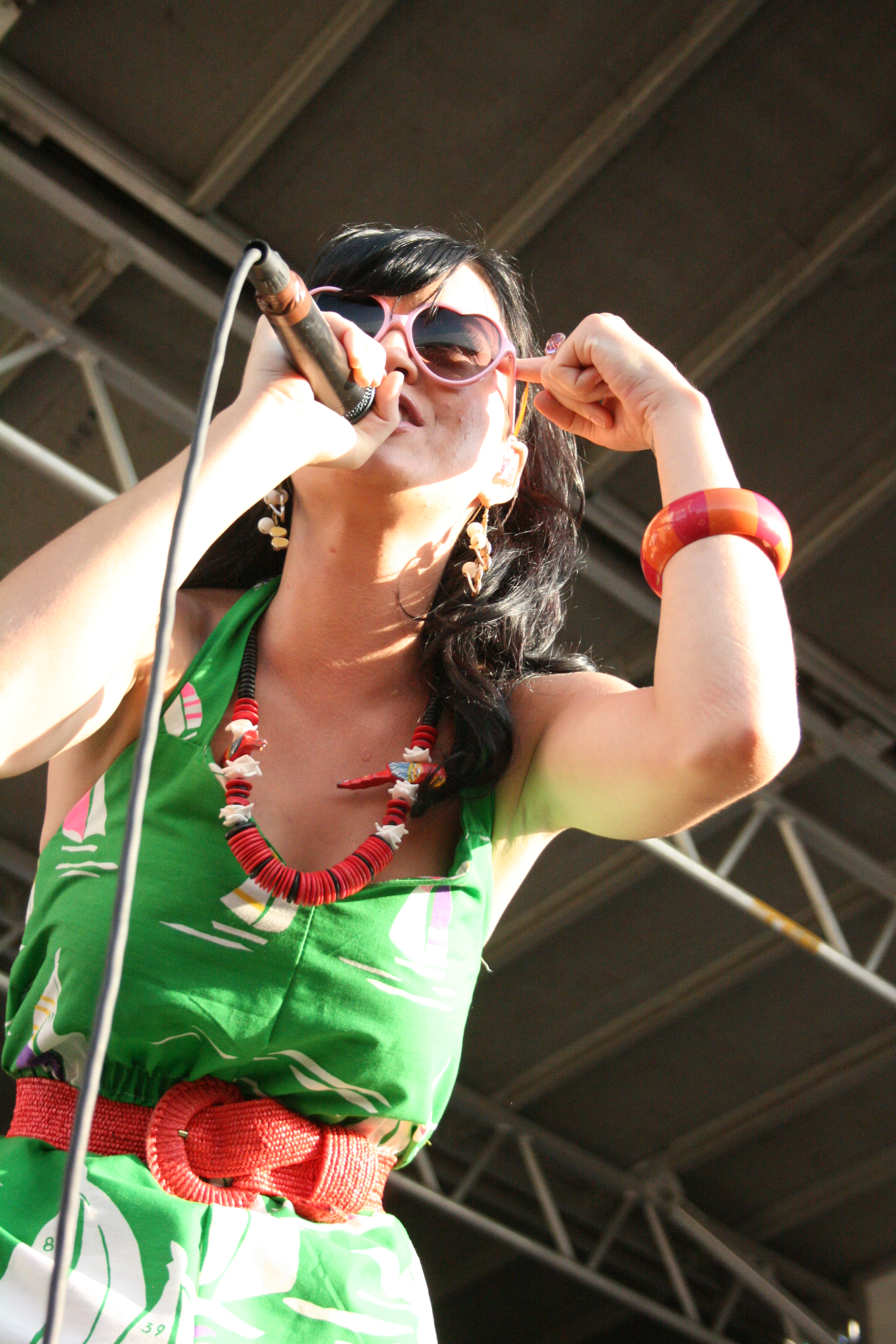
I Kissed a Girl è diventata la prima numero uno della cantante Katy Perry, nonché la 1.000ª numero uno dell'era rock.

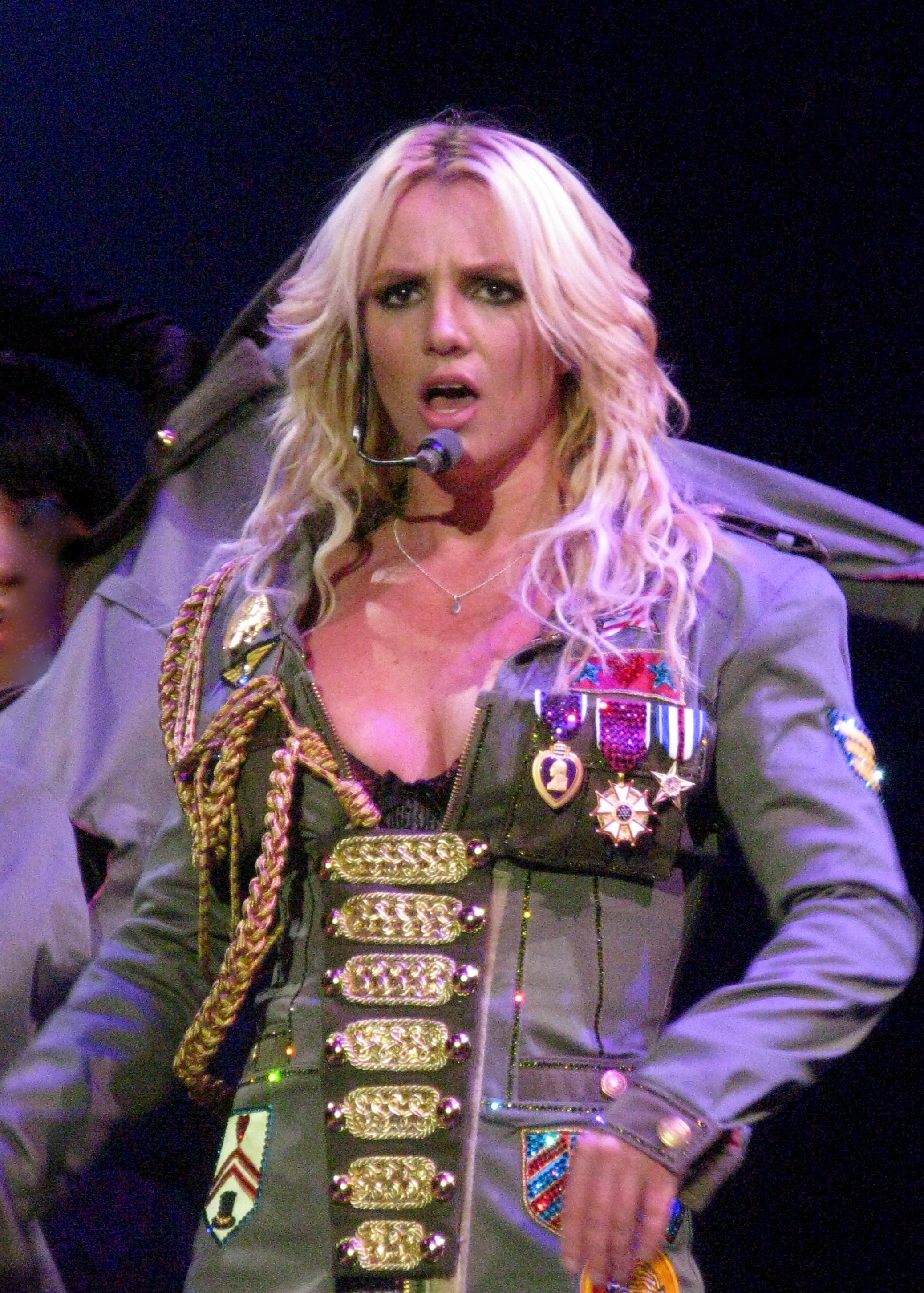
Womanizer, della cantante Britney Spears, è ricordata per il suo salto di 95 posizioni, dalla 96 alla prima.

## Hot 100
| † | Indica la canzone con le migliori prestazioni del 2008 |

| Data         | Brano                            | Artista                      | Totale settimane al numero uno | Fonti  |
| ------------ | -------------------------------- | ---------------------------- | ------------------------------ | ------ |
| 5 gennaio    | Low †                            | Flo Rida feat. T-Pain        | 10                             | [ 21 ] |
| 12 gennaio   | Low †                            | Flo Rida feat. T-Pain        | 10                             | [ 22 ] |
| 19 gennaio   | Low †                            | Flo Rida feat. T-Pain        | 10                             | [ 23 ] |
| 26 gennaio   | Low †                            | Flo Rida feat. T-Pain        | 10                             | [ 24 ] |
| 2 febbraio   | Low †                            | Flo Rida feat. T-Pain        | 10                             | [ 25 ] |
| 9 febbraio   | Low †                            | Flo Rida feat. T-Pain        | 10                             | [ 26 ] |
| 16 febbraio  | Low †                            | Flo Rida feat. T-Pain        | 10                             | [ 27 ] |
| 23 febbraio  | Low †                            | Flo Rida feat. T-Pain        | 10                             | [ 28 ] |
| 1º marzo     | Low †                            | Flo Rida feat. T-Pain        | 10                             | [ 29 ] |
| 8 marzo      | Low †                            | Flo Rida feat. T-Pain        | 10                             | [ 30 ] |
| 15 marzo     | Love in This Club                | Usher feat. Young Jeezy      | 3                              | [ 31 ] |
| 22 marzo     | Love in This Club                | Usher feat. Young Jeezy      | 3                              | [ 32 ] |
| 29 marzo     | Love in This Club                | Usher feat. Young Jeezy      | 3                              | [ 33 ] |
| 5 aprile     | Bleeding Love                    | Leona Lewis                  | 4                              | [ 34 ] |
| 12 aprile    | Touch My Body                    | Mariah Carey                 | 2                              | [ 35 ] |
| 19 aprile    | Touch My Body                    | Mariah Carey                 | 2                              | [ 36 ] |
| 26 aprile    | Bleeding Love                    | Leona Lewis                  | 4                              | [ 37 ] |
| 3 maggio     | Lollipop                         | Lil Wayne feat. Static Major | 5                              | [ 38 ] |
| 10 maggio    | Bleeding Love                    | Leona Lewis                  | 4                              | [ 39 ] |
| 17 maggio    | Bleeding Love                    | Leona Lewis                  | 4                              | [ 40 ] |
| 24 maggio    | Take a Bow                       | Rihanna                      | 1                              | [ 41 ] |
| 31 maggio    | Lollipop                         | Lil Wayne feat. Static Major | 5                              | [ 42 ] |
| 7 giugno     | Lollipop                         | Lil Wayne feat. Static Major | 5                              | [ 43 ] |
| 14 giugno    | Lollipop                         | Lil Wayne feat. Static Major | 5                              | [ 44 ] |
| 21 giugno    | Lollipop                         | Lil Wayne feat. Static Major | 5                              | [ 45 ] |
| 28 giugno    | Viva la vida                     | Coldplay                     | 1                              | [ 46 ] |
| 5 luglio     | I Kissed a Girl                  | Katy Perry                   | 7                              | [ 47 ] |
| 12 luglio    | I Kissed a Girl                  | Katy Perry                   | 7                              | [ 48 ] |
| 19 luglio    | I Kissed a Girl                  | Katy Perry                   | 7                              | [ 49 ] |
| 26 luglio    | I Kissed a Girl                  | Katy Perry                   | 7                              | [ 50 ] |
| 2 agosto     | I Kissed a Girl                  | Katy Perry                   | 7                              | [ 51 ] |
| 9 agosto     | I Kissed a Girl                  | Katy Perry                   | 7                              | [ 52 ] |
| 16 agosto    | I Kissed a Girl                  | Katy Perry                   | 7                              | [ 53 ] |
| 23 agosto    | Disturbia                        | Rihanna                      | 2                              | [ 54 ] |
| 30 agosto    | Disturbia                        | Rihanna                      | 2                              | [ 55 ] |
| 6 settembre  | Whatever You Like                | T.I.                         | 7                              | [ 56 ] |
| 13 settembre | Whatever You Like                | T.I.                         | 7                              | [ 57 ] |
| 20 settembre | Whatever You Like                | T.I.                         | 7                              | [ 58 ] |
| 27 settembre | So What                          | Pink                         | 1                              | [ 59 ] |
| 4 ottobre    | Whatever You Like                | T.I.                         | 7                              | [ 59 ] |
| 11 ottobre   | Whatever You Like                | T.I.                         | 7                              | [ 60 ] |
| 18 ottobre   | Live Your Life                   | T.I. feat. Rihanna           | 6                              | [ 61 ] |
| 25 ottobre   | Womanizer                        | Britney Spears               | 1                              | [ 62 ] |
| 1º novembre  | Whatever You Like                | T.I.                         | 7                              | [ 63 ] |
| 8 novembre   | Whatever You Like                | T.I.                         | 7                              | [ 64 ] |
| 15 novembre  | Live Your Life                   | T.I. feat. Rihanna           | 6                              | [ 65 ] |
| 22 novembre  | Live Your Life                   | T.I. feat. Rihanna           | 6                              | [ 66 ] |
| 29 novembre  | Live Your Life                   | T.I. feat. Rihanna           | 6                              | [ 67 ] |
| 6 dicembre   | Live Your Life                   | T.I. feat. Rihanna           | 6                              | [ 68 ] |
| 13 dicembre  | Single Ladies (Put a Ring on It) | Beyoncé                      | 4                              | [ 69 ] |
| 20 dicembre  | Live Your Life                   | T.I. feat. Rihanna           | 6                              | [ 70 ] |
| 27 dicembre  | Single Ladies (Put a Ring on It) | Beyoncé                      | 4                              | [ 71 ] |

Note:
1. 1 2  Ha raggiunto il numero uno anche nel 2009

## Riferimenti
- Billboard
- Billboard Hot 100